# 佐世保鎮守府

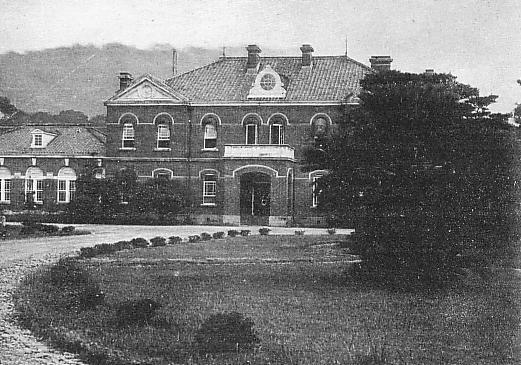
佐世保鎮守府庁舎

佐世保鎮守府（させぼちんじゅふ）は、長崎県佐世保市に所在した大日本帝国海軍の鎮守府。通称は佐鎮（さちん）。

## 沿革
九州を始めとする西日本地域一帯の防衛と大陸進出の根拠地として九州西岸に海軍の軍港を置くことになった。第一候補は長崎だったが、長崎湾が狭小であるため、市民から商港機能を阻害されると猛反対され、土地買収費用の問題もあり断念。西松浦郡伊万里、北松浦郡平戸の江袋湾、東彼杵郡佐世保村 が候補地に上げられた。佐世保湾の調査に訪れた肝付兼行は、海・陸の両側から湾を見て一目惚れし、佐世保湾を優れた港湾の一つとして明治政府に進言。海軍部内での検討の末、「廻れば七里、浦は七浦七岬」と謳われた日本最大の天然の良港である佐世保湾に面し、寒村ゆえ土地も安く手に入る佐世保村に軍港を開き鎮守府を置くことが決定。1889年（明治22年）7月1日に正式に佐世保鎮守府が開庁した。初代鎮守府司令長官は赤松則良海軍中将である。第三海軍区（福岡県〈第二海軍区に属す地域を除く〉・佐賀県・長崎県・熊本県・宮崎県〈第二海軍区に属す地域を除く〉・鹿児島県・沖縄県・朝鮮・台湾）を管轄。

## 年譜
- 1883年（明治16年）8月 - 軍艦「第二丁卯」（東郷平八郎艦長）が大村湾測量のため佐世保浦に来船[注釈 1]。責任者は肝付兼行海軍中佐。
- 1886年（明治19年）4月21日 - 鎮守府官制が制定され、佐世保に「第三海軍区鎮守府」を置くことが決定する。
- 1887年（明治20年）9月 - 鎮守府官制改正、名称を「佐世保鎮守府」に改める。
- 1889年（明治22年）7月1日 - 鎮守府開庁。
- 1890年（明治23年）4月26日 - 開庁式典を明治天皇臨席にて挙行。
- 1898年（明治31年）1月20日 - 九州鉄道（現JR九州）が佐世保駅まで開業。
- 1902年（明治35年）4月1日 - 佐世保市制施行。
- 1903年（明治36年）11月 - 海軍工廠を設置（現在の佐世保重工業の源流）。
- 1905年（明治38年）9月11日 - 佐世保港内で連合艦隊旗艦三笠が爆発沈没。のちに引き揚げ修理。
- 1911年（明治44年）1月6日 - 佐世保海軍共済組合病院が開院。現佐世保共済病院。
- 1920年（大正9年）12月1日 - 崎辺沖の埋立地に佐世保海軍航空隊が開隊。
- 1922年（大正11年）11月 - 針尾無線塔が完成、12月より供用開始。
- 1924年（大正13年）3月19日- 相浦の高島沖で演習中の第43号潜水艦が軽巡洋艦龍田と衝突沈没し乗組員45名全員殉職。
- 1934年（昭和9年）3月12日- 大立島沖で演習中の水雷艇友鶴が遭難転覆、72名殉職・28名行方不明・13名生還（友鶴事件）。
- 1941年（昭和16年）10月1日- 地盤沈下のために日宇での開業を断念した第21海軍航空廠が大村で操業開始（跡地は白岳工業団地に転用された）。
- 1945年（昭和20年）6月28日 - 佐世保空襲で鎮守府庁舎等焼失。
- 1945年（昭和20年）11月30日 - 鎮守府廃止。
- 2016年（平成28年）4月25日 - 佐世保鎮守府庁、水道施設群、武庫倉庫群（「立神煉瓦倉庫群」の名称）等の施設が文化庁より日本遺産に認定される。

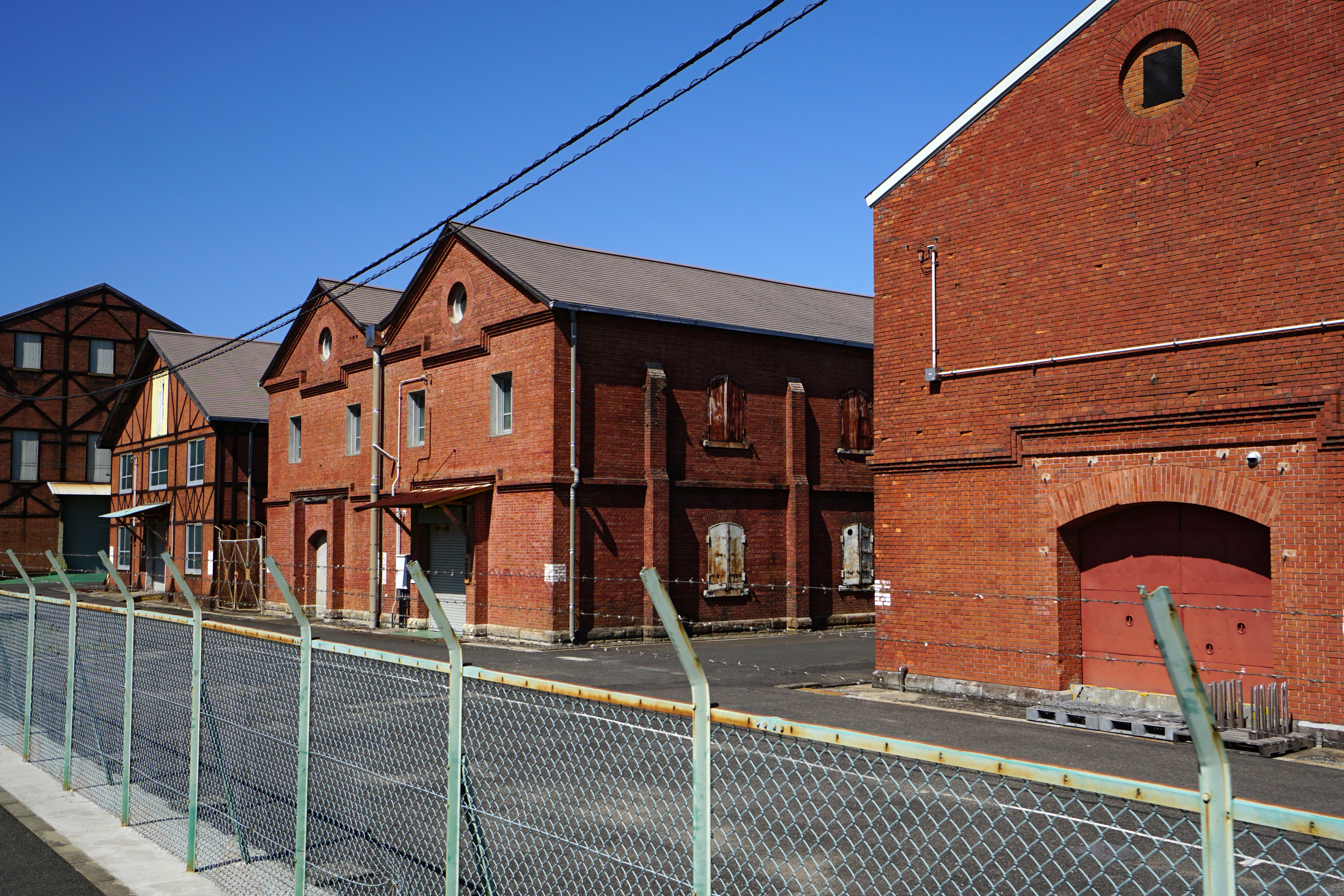
立神煉瓦倉庫群

## 歴代司令長官
1. 赤松則良（建築委員長） 中将：1887年9月26日 - 1889年3月30日 ※軍港設置委員長として港湾設備の建造を指揮。ドック構築の失敗を後々まで悔やんでいた。
2. 赤松則良 中将：1889年3月8日 -
3. 林清康 中将：1891年6月17日 -
4. 井上良馨 中将：1892年12月12日 -
5. 相浦紀道 少将：1893年5月20日 - ※先祖は平安末期、松浦郡 相神浦（相浦）から現在の佐賀県多久市北多久に移住した松浦党の相神浦氏。移住後、相浦と名乗る。
6. （心得）柴山矢八 大佐：1894年7月13日 - ※すべての鎮守府長官でただ一人、将官に達しない大佐の地位で長官職を任じられた。
7. 柴山矢八 少将：1894年7月30日 -
8. 相浦紀道 中将：1897年10月8日 -
9. 東郷平八郎 中将：1899年1月19日 - ※連合艦隊司令長官時代、万松楼に直筆の「万歳楼」の額を寄贈した。
10. 鮫島員規 中将：1900年5月20日 - ※日露戦争中の激務をすべて坂本俊篤参謀長に丸投げし、「寛厚の長者」と揶揄された。
11. 有馬新一 中将：1906年2月2日 -
12. 瓜生外吉 中将：1906年11月22日 - 1909年3月1日
13. 有馬新一 中将：1909年3月1日 - 1909年12月1日
14. 出羽重遠 中将：1909年12月1日 - 1911年12月1日
15. 島村速雄 中将：1911年12月1日 - 1914年3月25日
16. 藤井較一 中将：1914年3月25日 - 1915年8月10日
17. 山下源太郎 中将：1915年8月10日 - 1917年12月1日 ※小学4年生の令息が、下校中に海軍将校から刺殺されている。現場は八幡神社入口で「児童遊園」の慰霊碑が建つ。
18. 八代六郎 中将：1917年12月1日 -
19. 財部彪 中将：1918年12月1日 - ※鵜渡越からの絶景を老母に見せるため、母を背負って弓張岳を登山したエピソードから「扶老坂」の碑が建てられた。
20. 栃内曽次郎 大将：1922年7月27日 -
21. 斎藤半六 中将：1923年6月1日 -
22. 伏見宮博恭王 大将：1924年2月5日 - ※任期中に第43号潜水艦の沈没事故が発生。鵜渡越の慰霊碑の題字を揮毫して追悼した。
23. 百武三郎 中将：1925年4月15日 -
24. 古川鈊三郎 中将：1926年12月10日 -
25. 飯田延太郎 中将：1928年10月12日 -
26. 鳥巣玉樹 中将：1929年11月11日 -
27. 山梨勝之進 中将：1930年12月1日 - ※統帥権干犯問題にともなう懲罰左遷人事の第一号として海軍省を追放された。
28. 中村良三 中将：1931年12月1日 - ※連合艦隊演習の際に仮想敵軍の役を任じられ、連合艦隊を完膚なきまでに撃破した。
29. 左近司政三 中将：1932年12月1日 -
30. 米内光政 中将：1933年11月15日 - ※戦時統合のために発足した佐世保の銀行に「親和銀行」の名を授けた。
31. 今村信次郎 中将：1934年11月15日 -
32. 百武源吾 中将：1935年12月2日 - ※百武三郎の弟。佐賀県出身の縁で、佐賀県人の参拝者が多い早岐神社二の鳥居の扁額を揮毫した。
33. 松下元 中将：1936年3月16日 -
34. 塩沢幸一 中将：1936年12月1日 -
35. 豊田貞次郎 中将：1937年12月1日 - ※任期中に山本五十六海軍次官から後任候補に挙げられたが、傲慢な返答をして撤回された。
36. 中村亀三郎 中将：1938年11月15日 -
37. 平田昇 中将：1939年11月15日 -
38. 住山徳太郎 中将：1940年10月15日 -
39. 谷本馬太郎 中将：1941年11月20日 - ※歴代長官でただ一人、任期半ばに病没した。世知原小学校に伝わる優勝旗の揮毫者である。
40. 南雲忠一 中将：1942年11月11日 -
41. 小松輝久 中将：1943年6月21日 -
42. 杉山六蔵 中将：1944年11月4日 -
43. 石井敬之 少将：1945年11月15日 - 11月30日

## 最終所属部隊
- 第3特攻戦隊（大村）：渋谷清見少将
  - 川棚突撃隊
  - 第31突撃隊（佐世保）
  - 第34突撃隊（唐津）
- 第5特攻戦隊（鹿児島）：駒沢克己少将
  - 第32突撃隊（鹿児島）：和智恒蔵大佐
  - 第33突撃隊（油津）
  - 第35突撃隊（細島）
- 垂水海軍航空隊：貴島盛次大佐
- 小富士海軍航空隊（糸島郡）：堀九郎大佐
- 第951海軍航空隊：森田千里大佐
- 佐世保海軍施設部：貞方静夫大佐   
  - 佐世保設営隊：貞方静夫大佐
  - 第3211設営隊（鹿屋）：笠松時雄技術少佐
  - 第3212設営隊（香椎）：伊藤直行技術大尉
  - 第3213設営隊（上海）：大塚邦一技術大尉
  - 第3214設営隊（岩川）：中森栄技術大尉
  - 第3215設営隊（前原）：織田文雄技術大尉
  - 第3216設営隊（五島）：小泉為義技術大尉
  - 第3217設営隊（佐世保）：山田忠雄技術大佐
  - 第5210設営隊（川棚）：大屋忠技術少佐
  - 第5211設営隊（小城）：小田村泰彦技術大尉
  - 第5212設営隊（油津）：武藤又三郎技術大尉
  - 第5213設営隊（島原）：木村重憲技術大尉
  - 第5214設営隊（南風崎）：安東太郎技術大尉
  - 第5215設営隊（諫早）：白石義雄技術少佐
  - 第5217設営隊：市田洋技術大尉

## 旧佐世保海軍警備隊 防空指揮所跡
昭和17年（1942）、鎮守府庁舎地下に完成。地下2階、総面積約700平方メートルの規模があり、軍港周辺の見張所からの情報を統括し、高射砲台の砲戦指揮を行った。
昭和20年6月の佐世保空襲の際に鎮守府庁舎は全焼したが防空指揮所は被害を免れた。戦後に不審火により内装は焼失したものの、堅牢に造られた地下壕本体は健在である 。

## その他
現在、佐世保市では旧海軍及び佐世保鎮守府ゆかりの名物料理として、「ビーフシチュー」と「入港ぜんざい」を売り込んでいる。
ただし、ビーフシチューは佐鎮第7代司令長官の東郷平八郎がイギリス留学中に親しんだといわれ、ぜんざいは佐世保を始めとした国内軍港への帰港前の艦内で将兵にふるわまれたものであり、実際にはいずれも佐世保に限らず旧海軍と関係する食べ物である。
海軍部内で流行したヘル談(猥談)の中でも有名なものに「チンタツサセニコイ」がある。朝鮮の鎮海港から佐世保港に帰る乗組員が妻に「鎮海を出航するから佐世保に会いに来てくれ」という意味で打電しただけだが、電報を受け取った妻の親は旦那にあきれ返ったというのが当初の筋書きである（のちに、出航取り止めで「チンタタズサセニクルナ」と電報が届く、もしくは嫁も存外乗り気で「チンムリニタタスナスグサセユク」と返信が届く…などの後日談が追加されている他、このような文面になった理由として「電報にかかる費用を抑えるため、意味が通じる限界まで文章を圧縮したため」と語られることもある）。
高級士官は上陸の際は街の料亭での遊興を楽しみにしていた。佐世保の料亭は「山」「川」の符丁で呼ばれた。山は谷郷町の「万松楼」、川は高砂町の「いろは楼」である。戦後、山は市内最大の旅館、川はこぢんまりした小料理屋にと、両極端に変貌した。